# Prążek Gennariego
Prążek Gennariego (ang. stria/stripe of Gennari) – pasmo zmielinizowanych włókien nerwowych, wysyłanych z warstwy 4Cα kory mózgowej do warstwy 4B pierwszorzędowej kory wzrokowej. Widoczne jest nieuzbrojonym okiem i zostało zaobserwowane już w 1776 przez włoskiego studenta medycyny Francesco Gennariego, podczas sekcji zamarzniętych zwłok. Gennari opisał swoje odkrycie w 1782 i nazwał strukturę linea albidor. W 1786 ten sam prążek opisał francuski anatom Félix Vicq-d’Azyr, dlatego spotykana jest też nazwa prążek Vicq-d’Azyra. Nazwę prążka Gennariego zaproponował w 1888 Heinrich Obersteiner. 